# Vernate (Włochy)
Vernate – miejscowość i gmina we Włoszech, w regionie Lombardia, w prowincji Mediolan.
Według danych na rok 2004 gminę zamieszkiwało 2345 osób, 167,5 os./km².